# Yannick Fierling
Yannick Fierling, född 1971, är en fransk ingenjör och företagsledare. 
Fierling är sedan 2025 verkställande direktör för vitvarutillverkaren Electrolux.